# Baeoura septentrionalis
Baeoura septentrionalis är en tvåvingeart som först beskrevs av Alexander 1940.  Baeoura septentrionalis ingår i släktet Baeoura och familjen småharkrankar. Inga underarter finns listade i Catalogue of Life.